# 흑산초등학교 장도분교
흑산초등학교 장도분교는 대한민국 전라남도 신안군에 있는 공립 초등학교이다.

## 학교 연혁
- 1955년 3월 10일 흑산국민학교 장도분교 개교
- 1967년 4월 1일 도서벽지학교 '갑'급 지정
- 1975년 8월 1일 도서벽지학교 '갑'급 재지정
- 1979년 2월 1일 도서벽지학교 '특'급 조정
- 1982년 3월 1일 도서벽지학교 '갑'급 조정
- 1986년 1월 1일 도서벽지학교 '가'급 조정
- 1996년 3월 1일 흑산초등학교 장도분교 개칭
- 2022년 3월 1일 장도분교장 휴교

## 참고 자료
- 흑산초등학교장도분교장 - 한국교육학술정보원 학교알리미